# Anton Dey
Peter Anton Dey (* 21. Oktober 1892 in Mühlheim am Main; † 17. September 1973 ebenda) war ein deutscher Politiker (SPD).

## 1892 bis 1945
Anton Deys Vater Jakob Joseph war Geschäftsführer des Konsumvereins, seine Mutter Anna Maria Josephina, geborene Blümmel, war Hausfrau. Sie starb im Alter von 25 Jahren, Anton war drei Jahre alt, seine Schwester Anna zwei. Die Kinder wurden von einer Stiefmutter und der Großmutter Blümmel erzogen. Deys Eintritt in die SPD erfolgte offiziell im Jahr 1911 mit Erreichen seiner Volljährigkeit. Doch bereits als 14-jähriger Lehrling war er für die Sozialdemokratie und die Gewerkschaft aktiv. Von 1914 bis 1918 nahm Dey am Ersten Weltkrieg teil und kehrte verwundet zurück. Nach Ende des Krieges begann er im Jahr 1920 hauptberuflich als Sekretär der SPD für den Bezirk Hessen zu arbeiten. Gleichzeitig war er als geschäftsführendes Mitglied der Arbeiterwohlfahrt Hessen tätig. Bei der Landtagswahl im Volksstaat Hessen 1932 rief Dey die Bevölkerung der Stadt Mühlheim auf, für die SPD zu stimmen. Er griff die ebenfalls zur Wahl stehende Fraktion der Nationalsozialisten in einem Flugblatt an:
„So groß die Nazi-Fraktion auch in den Landtag einzog, so erbärmlich ist ihre politische und gesetzgeberische ‚Arbeit‘ gewesen. Nirgends der ernsthafte Wille, dem Volke zu helfen. Krakeel, Verleumdungen und Verdächtigungen waren der Ausdruck der ‚Tätigkeit‘ dieser Fraktion, der allein 3 Mann angehörten, die wegen Betrugs, Diebstahls und anderer Delikte vorbestraft waren.“
Daraufhin erfolgte im Mai 1933 eine Durchsuchung seines Privathauses und die Entlassung aus seinen öffentlichen Ämtern. Am 15. Juni 1933 wurde Dey in „polizeiliche Schutzhaft“ – wie sie die Nationalsozialisten nannten– genommen, „weil durch Ihre [Deys] langjährige marxistische Tätigkeit in den national denkenden Kreisen eine gegen sie feindliche Stimmung in erheblichem Umfange entstanden ist, so daß Angriffe auf ihre Person zu besorgen [!] sind. Auch besteht die Gefahr, dass Sie trotz Tätigkeitsverbot der SPD für diese Partei weiterwirken.“ Zunächst war er im Offenbacher Gefängnis, später im Konzentrationslager Osthofen inhaftiert. Nach ungefähr vier Wochen wurde Dey aus der Haft entlassen.
Dey ließ sich von der „Schutzhaft“ der Nazis augenscheinlich wenig beeindrucken und beteiligte sich am Aufbau einer illegalen Parteiorganisation, die mit dem Vorstand der SPD im Prager Exil zusammenarbeitet. Ziel der Organisation war es, die Gleichschaltung der Medien im Naziregime zu durchbrechen und die Bevölkerung mit Zeitungen aus Dünndruckpapier über Pläne und Strategien der Nationalsozialisten zu informieren. Dey hielt die Blätter im Herd der heimischen Küche versteckt und verteilte sie auf seinen Radtouren unter Parteigenossen und Vertrauten. Um die Familie weiterhin ernähren zu können, eröffnete er mit Hilfe seiner Frau und einem Parteifreund eine Mietwaschküche in Offenbach. Am 28. Mai 1936 wurde Dey zum zweiten Mal von der Gestapo verhaftet und am 27. November des gleichen Jahres zu 2½ Jahren Haftstrafe wegen Vorbereitung zum Hochverrat verurteilt. Diese politischen „Säuberungsaktionen“ der Nationalsozialisten waren derart gründlich, dass sie ins Groteske schlagen: So wurde das beschlagnahmte Fahrrad Anton Deys von der Gestapo zu Gunsten des Landes Hessen „eingezogen“, weil es „zu staatsfeindlichen Zwecken benutzt worden ist.“ Nach seiner Haftentlassung aus dem Strafgefängnis Zweibrücken am 30. Mai 1938 wurde Anton Dey weiterhin unter politischer und spionagepolizeilicher Hinsicht überwacht. Somit war die weitere Arbeit im politischen Untergrund nahezu unmöglich.
1944 wurde bei einem Bombenangriff auf Mühlheim ausgerechnet das Wohnhaus der Deys bis auf den Keller zerstört, woraufhin sich die Familie mit Hilfe von Freunden und Nachbarn sogleich an die Räumung der Trümmer und den Wiederaufbau macht. Ein Jahr zuvor war schon die Offenbacher Wäscherei bei einem Luftangriff in Mitleidenschaft gezogen worden. Als Konsequenz des Stauffenbergschen Attentats auf Hitler im Jahr 1944 ordnete der Reichsführer SS Heinrich Himmler eine Verhaftungswelle auf Generalverdacht an. Mit dieser „Aktion Gitter“ befahl er, „daß alle früheren Reichs- und Landtagsabgeordneten, sowie Stadtverordneten der KPD und der SPD im Reich festzunehmen sind. Gleichgültig ist, ob diesen im Augenblick etwas nachgewiesen ist oder nicht.“ So wurde Anton Dey am 22. August 1944 erneut verhaftet und bis zum 14. Oktober 1944 im KZ Dachau festgehalten. Am Nachmittag des 26. März 1945 wurde Mühlheim von Amerikanern befreit, nachdem noch am Vormittag ein Stoßtrupp der SS eine Gruppe von Antifaschisten, die unter der Leitung von Willi Busch die kampflose Übergabe der Stadt vorbereiteten, in der Polizeistation erschossen hatte.

## 1945 bis 1973
Schon knapp einen Monat später wurde Anton Dey durch den amerikanischen Standortkommandanten als kommissarischer Bürgermeister der Stadt Mühlheim eingesetzt. In der ersten freien Wahl nach dem Krieg wurde Dey im Jahr 1946 als Bürgermeister bestätigt und für zwei Jahre gewählt. Die zweite Legislaturperiode war für die Dauer von sechs Jahren angesetzt und wiederum gewann Dey die Wahl. Schließlich wurde er auch 1953 für eine weitere Amtszeit, diesmal für zwölf Jahre, bestätigt. Er bekleidete das Amt des Bürgermeisters von 1945 bis zu seinem Eintritt in den Ruhestand 1963, im Alter von 70 Jahren, also insgesamt knapp 18 Jahre lang. Neben seiner Tätigkeit als Mühlheimer Bürgermeister, im Zuge derer er die schier übermenschliche Aufgabe der Versorgung der Bevölkerung sowie des Wiederaufbaus der politischen Strukturen der Stadt, die von den Nationalsozialisten zerschlagen worden waren, zu meistern hatte, wurde Dey auch Mitglied des Kreis- und Landtages sowie Gründungsmitglied und langjähriger Präsident des Hessischen Gemeindetages sowie des Deutschen Gemeindetages. Als solcher engagierte sich Dey vor allem für die Stärkung der Gemeinden als Grundlage einer demokratischen Gesellschaft. Zu diesem Zweck versuchte er auch die Kommunikation der Gemeinden auf europäischer Ebene herzustellen, um durch eine europäische Bürgerschaft, die in freundschaftlichem Verhältnis steht, erneuten kriegerischen Auseinandersetzungen vorzubeugen.
Für sein Engagement wurde Dey in den folgenden Jahren mehrfach geehrt, so erhielt er das Große Verdienstkreuz des Verdienstordens der Bundesrepublik Deutschland, die Freiherr-vom-Stein-Plakette sowie die Silberne Ehrenplakette der Stadt Mühlheim.